# Edward Hyde (Politiker)

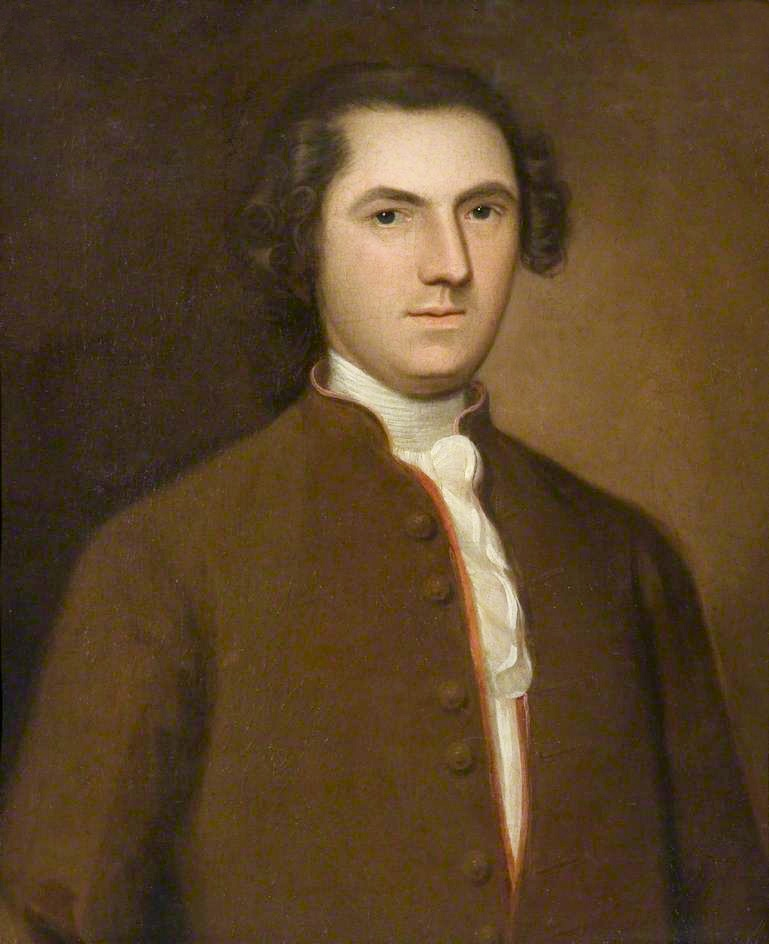
Edward Hyde

Edward Hyde (* 1667 in Cheshire, England; † 8. September 1712 in Merry Hill im späteren Bertie County, North Carolina) war der erste Gouverneur der britischen Province of North Carolina.

## Lebenslauf
Edward Hyde entstammte der Hauptlinie einer alteingesessenen Familie der englischen Gentry. Er war der Sohn und Erbe des Robert Hyde (1642–1670), Gutsherr von Norbury und Hyde in Cheshire, aus dessen Ehe mit Phillis Sneyd († 1668), Tochter des Ralph Sneyd, Gutsherr von Keel und Bradwell in Staffordshire. Über den gemeinsamen Vorfahren Robert Hyde († 1528), Gutsherr von Norbury und Hyde, war er weitläufig mit Edward Hyde, 1. Earl of Clarendon († 1674), einem der ursprünglichen Lords Proprietors der Province of Carolina, und über diesen mit dessen Tochter Anne Hyde (1637–1671), der ersten Frau des späteren Königs Jakob II. von England, sowie mit deren Kindern, den Königinnen Maria II. und Anne, verwandt. Diese verwandtschaftlichen Verhältnisse kamen ihm bei seinem Werdegang zugute.
Nachdem er im Alter von drei Jahren beide Elternteile verloren hatte, wuchs er zusammen mit seinen beiden Schwestern bei seiner Großmutter väterlicherseits, Anne Hyde (geborene Brooke, † 1687), auf. Im Jahr 1683 schrieb er sich an der Universität Oxford ein, wo er allerdings keinen Abschluss machte. Nachdem er 1688 volljährig wurde, erhielt er die Kontrolle über die ihm von seinem Vater hinterlassenen Ländereien in Cheshire, sowie über aus der Mitgift seiner Mutter stammende Ländereien in Shelmenthorpe, Yorkshire. Aus finanziellen Nöten heraus musste er sein Anwesen in Norbury sowie die Besitzungen in Shelmenthorpe um 1690/91 verkaufen.
Im Jahr 1702 wurde er von Königin Anne zum Provost Marshal für Jamaika ernannt. Er machte in der Folgezeit von der Erlaubnis Gebrauch, sich von einem Deputy vertreten zu lassen und war nie selbst in Jamaika anwesend.
Im Jahr 1710 wurde Hyde zum stellvertretenden Kolonialgouverneur für den nördlichen Teil der Province of Carolina ernannt. Das Gebiet war schon zehn Jahre zuvor erstmals dauerhaft besiedelt worden, hauptsächlich von Auswanderern aus den Kolonien Virginia, Neuengland und Bermuda. In den Jahren 1708 bis 1710 konnten sich die Verantwortlichen wegen eines Streits um den Versuch, eine anglikanische Staatskirche zu installieren, nicht auf gewählte Vertreter einigen und die Provinz war deshalb ohne eine anerkannte und legale Regierung. Außerdem kam es zum Ausbruch eines Krieges mit den Tuscarora. Die Unfähigkeit der Lords Proprietors, notwendige Entscheidungen zu fällen, führte zur Einrichtung getrennter Regierungen für den Norden und Süden. Seit 1710 musste sich Hyde mit diesen Problemen auseinandersetzen. Hinzu kam 1711 eine von Thomas Cary gegen Hyde geführte, letztlich erfolglose, Rebellion. Der Hintergrund war, neben persönlichen Spannungen, ein Religionskonflikt zwischen den Quäkern, die Cary unterstützten und der Church of England, der Hyde angehörte. Im Jahr 1712 wurde die erwähnte Trennung der Regierungen zwischen North und South Carolina vollzogen und Hyde, der bisherige stellvertretende Gouverneur für den Norden, wurde zum ersten britischen Gouverneur der damals neu entstandenen Province of North Carolina ernannt. Dieses Amt bekleidete er bis zu seinem Tod an Gelbfieber am 8. September 1712.

## Ehe und Nachkommen
Aus seiner 1692 geschlossenen Ehe mit Catherine Rigby († nach 1712), Tochter des Alexander Rigby, Gutsherr von Leighton in Lancashire, hatte er drei Töchter und einen Sohn:
- Anne Hyde (1693–1760), ⚭ 1705 George Clarke (1676–1760), Gouverneur von New York;
- Penelope Hyde (1697–1766)
- Derby Lawrence Hyde (1700–1711)
- Edward Hyde, starb unverheiratet in Spanien.